# Lithocarpus damiaoshanicus
Lithocarpus damiaoshanicus ist eine Pflanzenart aus der artenreichen Gattung Lithocarpus in der Unterfamilie Quercoideae innerhalb der Familie der Buchengewächse (Fagaceae).

## Beschreibung
Lithocarpus damiaoshanicus wächst als ein immergrüner Baum und erreicht Wuchshöhen von 5 bis 9 Metern. Die Rinde der frischen Zweige ist gefurcht; die Rinder der einjährigen Zweige ist dunkelgrau bis schwarz; sie weisen weit verstreute lohfarbene Lentizellen auf. 
Die Laubblätter sind dick lederartig. Die Blattspreite ist länglich; sie ist etwa 5,5 bis 13 cm lang und 2 bis 6 cm breit; der Blattstiel ist 1,5 bis 2 Zentimeter lang. Die Blattbasis läuft keilförmig zu; der Blattrand ist ungezähnt glatt. Das Blatt läuft spitz sichelförmig aus.
Sie sind einhäusig getrenntgeschlechtig (monözisch). Bei den männlichen Blütenständen ist die Spindel rostfarben behaart. Die weiblichen Blütenstände sind selten mehr als 10 cm lang. Sie sitzen an der 4 bis 8 Millimeter dicken Spindel, die verstreut mit Lentizellen besetzt ist. Der Fruchtbecher (Cupula) hat einen Durchmesser von etwa 2 bis 3 cm. Der Samenbecher umschließt den eichelförmigen Samen fast vollständig. Die Wandung des Samenbechers ist in der Mitte 3 bis 5 Millimeter dick. Der Same ist abgeflacht; er misst etwa 1,5 Zentimeter im Durchmesser. Die Blütezeit ist November bis Dezember. Die Früchte werden im Oktober bis Dezember des folgenden Jahres reif.

## Verbreitung und Standort
Diese Art ist in China heimisch. Sie kommt in Guangxi in dichten Wäldern in Höhenlagen von 1500 bis 1900 m vor.

## Systematik
Die Beschreibung dieser Art wurde durch die chinesischen Botaniker Huang Chengjiu und Zhang Yongtian 1990 veröffentlicht. Diese Beschreibung verstieß jedoch gegen Artikel 37.5 des ICBN (1988). Eine gültige Publikation derselben Autoren wurde 1996 veröffentlicht.